# Gardiners Island
Gardiners Island ist eine Insel, die knapp drei Kilometer vor der Ostküste Long Islands im US-Bundesstaat New York liegt.

## Geographie
Die Insel ist rund 12 km lang, bis zu 4,8 km breit und hat eine Fläche von 13,43 km². Sie ist von Long Island durch die Gardiners Bay getrennt.
Gardiners Island wird von einer rund vierhundert Hektar großen Waldfläche bedeckt, in der zahlreiche Weißeichen, aber auch Sumpfahorn, Wildkirschen und Birken zu finden sind. An Tieren ist die größte Population von Fischadlern im Staat New York zu beobachten. Sie bauen ihre Nester auf dem Boden, weil sie auf der Insel keine natürlichen Feinde haben. Viele Gebäude stammen aus dem 17. Jahrhundert, darunter das älteste noch erhaltene Fachwerkhaus in New York.

## Geschichte
Die Insel, von den Ureinwohnern Manchonake genannt, lag im Wohn- und Jagdgebiet der Montaukett, einem Indianerstamm, der zu Beginn des 17. Jahrhunderts an der Ostspitze Long Islands lebte. Zu dieser Zeit war Wyandanch Sachem der Montaukett, der seinem Freund Lion Gardiner, einem englischen Offizier und Abenteurer, die Insel gegen einen geringen Preis übertrug. Er tat dies offenbar aus Dankbarkeit, weil die Engländer die Feinde der Montaukett im Pequot-Krieg (1636–1637) vernichtet hatten. Im Jahr 1639 zog Gardiner mit seiner Familie auf die Insel und baute dort ein Fachwerkhaus.

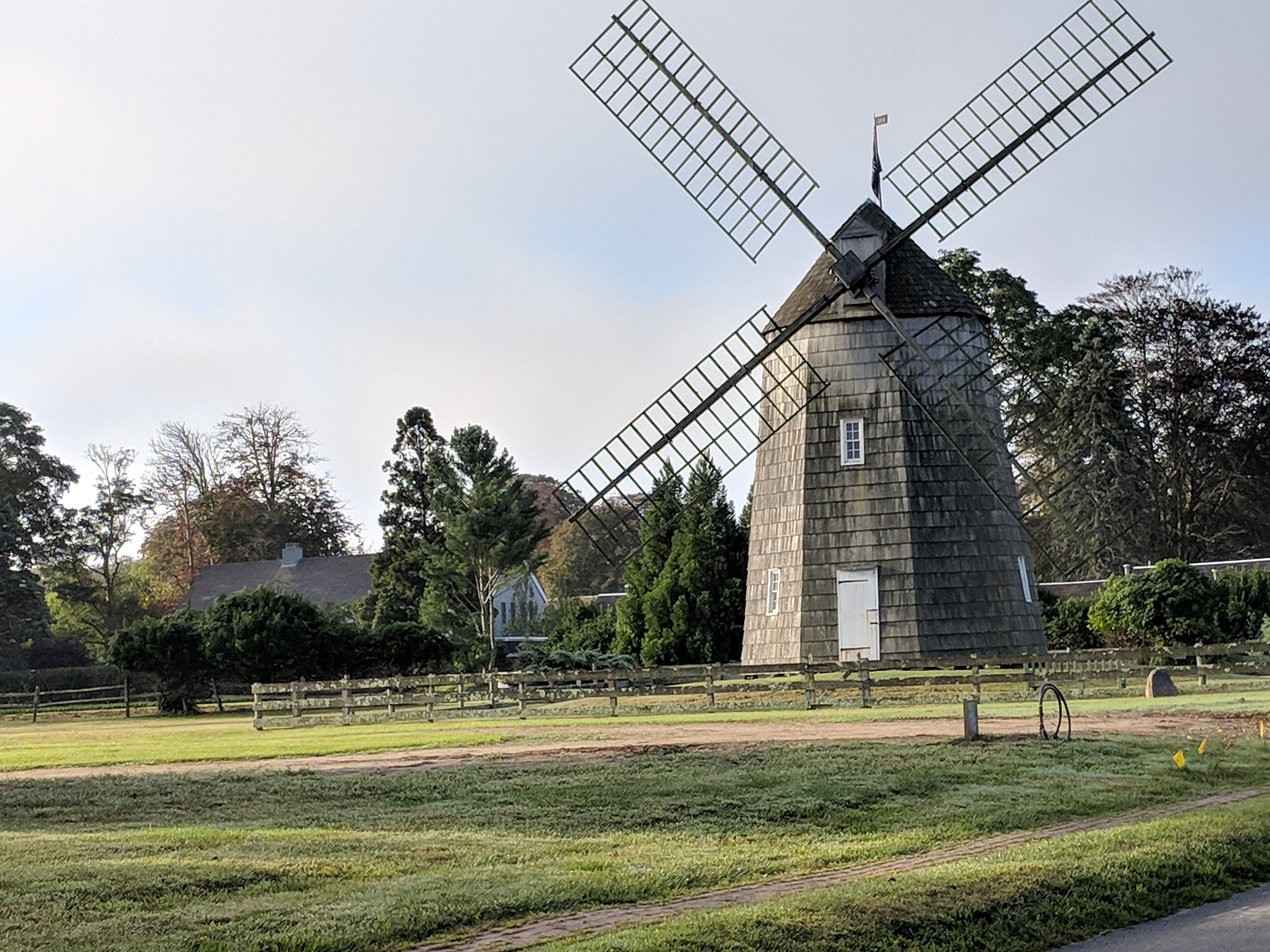
Gardiner Mill

Ein Royal Grant (Königliche Bewilligung) von König Charles I. für seine Dienste als Festungsbauer sicherte Gardiner seinen Besitz auch gegenüber den anderen Siedlern. Die Originalurkunde von 1639 erteilte Gardiner das Recht, „das Land für immer zu besitzen“ und Gesetze für die Insel zu erlassen. Gleichzeitig verlieh sie ihm den Titel Lord of the Manor (Gutsherr). Eine weitere Besitzurkunde wurde 1665 von Gouverneur Richard Nicolls für Gardiners Sohn David ausgestellt, nachdem die Briten die niederländische Kolonie Nieuw Nederland 1664 erobert hatten. 1688 gab es einen Versuch von Gouverneur Donovan, die Insel für East Hampton zu annektieren. Die Gardiner-Familie widerstand diesen Bestrebungen und der Sonderstatus der Insel blieb bis zum Ende des Amerikanischen Unabhängigkeitskriegs erhalten.
Im Juni 1699 ankerte der Seeräuber Captain Kidd vor der Insel. Mit Erlaubnis der Besitzerin, Mrs. Mary Gardiner, vergrub er einen Schatz im damaligen Wert von 30.000 Dollar in einer Schlucht zwischen dem Herrenhaus und Bostwicks Point. Der Schatz bestand aus Goldstaub, Silberbarren, spanischen Goldmünzen, Rubinen, Diamanten, silbernen Kerzenleuchtern und Schalen. Obwohl der Schatz später den Behörden übergeben wurde, suchten mehrfach Schatzsucher auf der Insel danach.
Das noch heute erhaltene Herrenhaus wurde 1774 erbaut. Im Amerikanischen Unabhängigkeitskrieg und auch im Krieg von 1812 standen die Gardiners auf der Seite der Kolonisten und Amerikaner. Britische Schiffe ankerten vor der Insel und die Besatzungen plünderten die Weiden und das Herrenhaus. Nach dem Krieg kam die Insel formal unter die Gerichtsbarkeit von East Hampton.
Die Insel blieb über lange Zeit im Familienbesitz. Ab 1920 jedoch wurde das Land als Jagdrevier verpachtet. Die Besitzer waren verschuldet oder mussten hohe Erbschaftssteuern zahlen und verkauften die Insel 1937 an einen entfernten Verwandten.
In den 1980er Jahren gab es eine gerichtliche Auseinandersetzung über die Besitzansprüche zwischen Robert David Lion Gardiner, der sich „16. Lord of the manor“ nennt, und seiner Nichte Alexandra Creel Goelet. Sie endete mit dem Kompromiss eines gemeinsamen Besitzes und abwechselnden Aufenthalten beider, um sich nicht begegnen zu müssen.
Mit der Stadt East Hampton wurde ein Nutzungsrecht bis 2025 vereinbart.

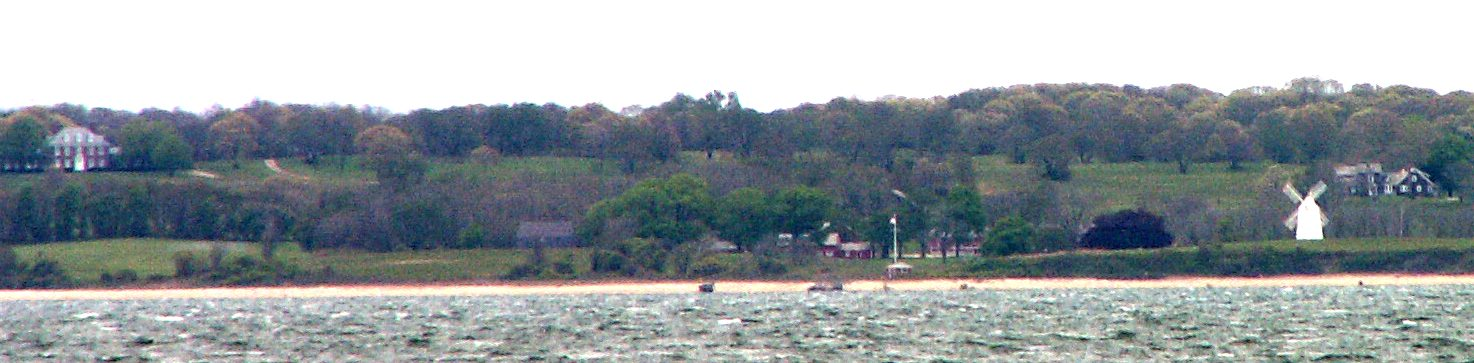
Gardiners Island mit der weißen Windmühle und dem Herrenhaus.

## Einzelnachweis
1. ↑  
Bruce Lambert: Closely Guarded Secrets: Some Islands You Can't Get to Visit. New York Times, 17. Mai 1998, abgerufen am 1. April 2019 (englisch).